# Dehnāsh
Dehnāsh (persiska: دِهناش) är en ort i Iran.   Den ligger i provinsen Chahar Mahal och Bakhtiari, i den centrala delen av landet, 400 km söder om huvudstaden Teheran. Dehnāsh ligger 1 627 meter över havet och antalet invånare är 218.
Terrängen runt Dehnāsh är kuperad åt sydost, men åt nordväst är den bergig. Dehnāsh ligger nere i en dal. Runt Dehnāsh är det ganska glesbefolkat, med 42 invånare per kvadratkilometer. Närmaste större samhälle är Jangeh, 17,6 km söder om Dehnāsh. Omgivningarna runt Dehnāsh är i huvudsak ett öppet busklandskap.